# Gelanor latus
Espèce
Synonymes
- Eurymachus latus Keyserling, 1881
- Gelanor mixtus O. Pickard-Cambridge, 1899
- Gelanor medius O. Pickard-Cambridge, 1899
- Gelanor proximus Mello-Leitão, 1929
- Gelanor mabelae Chickering, 1947
- Gelanor ornatus Schenkel, 1953

Gelanor latus est une espèce d'araignées aranéomorphes de la famille des Mimetidae.

## Distribution
Cette espèce se rencontre au Mexique, au Guatemala, au Nicaragua, au Costa Rica, au Panama, en Colombie, en Équateur, au Pérou, en Bolivie, au Brésil, en Guyane et au Guyana,.

## Description
Le mâle décrit par Benavides et Hormiga en 2016 mesure 4,54 mm et la femelle 5,22 mm.
Les mâles mesurent de 4,54 à 5,25 mm et les femelles de 5,22 à 7,60 mm.

## Publication originale
- Keyserling, 1881 : Neue Spinnen aus Amerika. II. Verhandlungen der kaiserlich-königlichen zoologisch-botanischen Gesellschaft in Wien, vol. 30, p. 547-582 (texte intégral).